# Laure Werner
Laure Werner (België, 22 februari 1981) is een wielrenner uit België.
In 1997 wordt Werner derde op de Belgisch kampioenschap wielrennen bij de nieuwelingen. Een jaar later haalt ze de zilveren medaille op de Belgisch kampioenschap tijdrijden voor dames junioren. In 2006 wordt ze derde op het Belgisch kampioenschap tijdrijden voor dames elite.
Andréasson · Cromwell · De Vuyst · Delfosse · Gilmore · Goossens · Hatch · Henrion · Hoskins · Moolman · Naude · Schoonbaert · Taylor · Werner · Whitelaw